# Drino parachrysops
Drino parachrysops là một loài ruồi trong họ Tachinidae.